# Francis Kipkoech Bowen
Francis Kipkoech Bowen (* 12. Oktober 1973) ist ein kenianischer Marathonläufer.
2005 wurde er Siebter beim Philadelphia-Halbmarathon und 2006 Zweiter bei den 25 km von Berlin und Dritter beim Frankfurt-Marathon.
2007 folgten ein zweiter Platz beim Hong Kong Marathon, ein vierter Platz bei der Route du Vin und ein achter Platz in Frankfurt. 2008 wurde er Vierter beim Ottawa-Marathon und Siebter beim Eindhoven-Marathon.
2009 gewann er den Marathon zur Einweihung der Incheon-Brücke und 2010 den Köln-Marathon.

## Persönliche Bestzeiten
- 5000 m: 13:39,08 min, 22. Mai 2004, Solihull
- 10.000 m: 27:45,20 min, 5. Juli 2003, Watford
- Halbmarathon: 1:01:13 h, 30. September 2007, Remich
- 25-km-Straßenlauf: 1:14:12 h, 7. Mai 2006, Berlin
- Marathon: 2:10:41 h, 28. Oktober 2007, Frankfurt